# Nueva Reforma, Chicomuselo
Nueva Reforma är en ort i Mexiko.   Den ligger i kommunen Chicomuselo och delstaten Chiapas, i den sydöstra delen av landet, 800 km sydost om huvudstaden Mexico City. Nueva Reforma ligger 690 meter över havet och antalet invånare är 212.
Terrängen runt Nueva Reforma är platt norrut, men söderut är den kuperad. Runt Nueva Reforma är det ganska glesbefolkat, med 34 invånare per kvadratkilometer. Närmaste större samhälle är Chicomuselo, 6,4 km söder om Nueva Reforma. Omgivningarna runt Nueva Reforma är en mosaik av jordbruksmark och naturlig växtlighet.